# Canton de Pierrelatte
Le canton de Pierrelatte est une ancienne division administrative française située dans le département de la Drôme, en région Rhône-Alpes, dans l'arrondissement de Nyons.
À la suite du nouveau découpage territorial du département de la Drôme entré en vigueur à l'occasion des élections départementales de mars 2015, les communes de Pierrelatte et La Garde-Adhémar sont rattachées au nouveau canton du Tricastin alors que les communes de Donzère et Les Granges-Gontardes sont rattachées au nouveau canton de Grignan.

## Composition
| Nom                     | Code Insee | Intercommunalité      | Superficie (km2) | Population (dernière pop. légale) | Densité (hab./km2) |
| ----------------------- | ---------- | --------------------- | ---------------- | --------------------------------- | ------------------ |
| Pierrelatte (chef-lieu) | 26235      | CC Drôme Sud Provence | 49,56            | 13 071 (2014)                     | 264                |
| Donzère                 | 26116      | CC Drôme Sud Provence | 32,06            | 5 507 (2014)                      | 172                |
| La Garde-Adhémar        | 26138      | CC Drôme Sud Provence | 27,73            | 1 082 (2014)                      | 39                 |
| Les Granges-Gontardes   | 26145      | CC Drôme Sud Provence | 7,26             | 617 (2014)                        | 85                 |

## Administration: conseillers généraux de 1833 à 2015
| Période | Période          | Identité                                                                      | Étiquette                                       | Qualité |
| ------- | ---------------- | ----------------------------------------------------------------------------- | ----------------------------------------------- | --- |
| 1833    | 1836             | Joseph Ferdinand Blanc (1797-1881)                                            |                                                 | Propriétaire Maire de Suze-la-Rousse |
| 1836    | 1839             | Claude François Eymard (1772-1859)                                            |                                                 | Propriétaire à Pierrelatte Ancien Préfet |
| 1839    | 1856             | voir Canton de Saint-Paul-Trois-Châteaux                                      |                                                 | |
| 1856    | 1870             | Paul Couston,                                                                 |                                                 | Général de brigade, ancien Gouverneur de la Corse |
| 1870    | 1871             | Louis Joseph Gabriel Marquis de Rocher de Labaume du Puy-Montbrun (1836-1918) |                                                 | Propriétaire Maire de La Garde-Adhémar |
| 1871    | 1892 (décès)     | Noël Madier de Montjau                                                        | Républicain (Extrême gauche) puis Centre gauche | Avocat Député de Saône-et-Loire (1850-1851) Député de la Drôme (1874-1892) |
| 1892    | 1898 (décès)     | Xavier Taillade                                                               | Républicain                                     | Rentier, maire de Pierrelatte |
| 1899    | 1903 (démission) | Raoul Madier de Montjau                                                       | Rad.                                            | Maire de Pierrelatte |
| 1903    | 1913             | Charles Couvé                                                                 | Rad.                                            | Maire de Pierrelatte |
| 1913    | 1919             | Louis Faure                                                                   | Act.lib.                                        | Médecin Maire de Pierrelatte |
| 1919    | 1940             | Charles Jaume                                                                 | Rad.                                            | Docteur en médecine, maire de Pierrelatte |
|         |                  |                                                                               |                                                 | |
| 1945    | 1949             | Marcel Teissier                                                               | Rad.                                            | Receveur des domaines Maire de Pierrelatte (1945-1947) |
| 1949    | 1972 (décès)     | Gustave Jaume                                                                 | Centriste puis UNR                              | Médecin - Maire de Pierrelatte |
| 1973    | 2004             | Jean Mouton                                                                   | DVD puis UDF                                    | Vétérinaire Maire de Pierrelatte de 1971 à 2001 Président du Conseil général de la Drôme de 1992 à 2001 puis de 2002 à 2004 Député (1986-1988) Suppléant du député Thierry Cornillet (1993-1997) |
| 2004    | 2015             | Marie-Pierre Mouton (fille du précédent)                                      | UMP-PRV                                         | Adjointe au maire de Pierrelatte de 2001 à 2004 Conseillère régionale de Rhône-Alpes (2004-2014) Maire de Pierrelatte (2014-2017) Elue en 2015 dans le Canton du Tricastin                       |

## Conseillers d'arrondissement de 1833 à 1940
Le canton de Pierrelatte avait deux conseillers d'arrondissement.
| Période                                  | Période | Identité                                  | Étiquette   | Qualité                                      |
| ---------------------------------------- | ------- | ----------------------------------------- | ----------- | -------------------------------------------- |
| 1833                                     | 1836    | Nicolas Marie Benoit                      |             | Notaire à Rochegude                          |
| 1833                                     | 1839    | Louis Thune                               |             | Médecin à Saint-Paul-Trois-Châteaux          |
| 1836                                     | 1839    | Benoit Thune (neveu du précédent)         |             | Médecin à Saint-Paul-Trois-Châteaux          |
| 1839                                     | 1856    | voir Canton de Saint-Paul-Trois-Châteaux  |             |                                              |
| 1856                                     | 1892    | François Antoine Hilarion Timoléon Meynot |             | Notaire - Propriétaire, maire de Donzère     |
| 1892                                     | 1907    | Pierre Siaux                              | Républicain | Négociant à Donzère                          |
| 1892                                     | 1919    | Auguste Armand                            | Républicain | Maire de Donzère                             |
| 1907                                     | 1910    | M. Gauthier                               | Radical     | Propriétaire à Donzère                       |
|                                          |         |                                           |             |                                              |
| 1919                                     | 1928    | M. Clément                                |             | Propriétaire à Donzère                       |
| 1928                                     | 1940    | Marius Lagier                             | Radical     | Agriculteur, adjoint au maire de Pierrelatte |
| Les données manquantes sont à compléter. |         |                                           |             |                                              |

## Démographie
| 1962  | 1968   | 1975   | 1982   | 1990   | 1999   | 2006   | 2011   | 2012   |
| ----- | ------ | ------ | ------ | ------ | ------ | ------ | ------ | ------ |
| 7 283 | 13 945 | 14 221 | 16 999 | 17 654 | 17 956 | 18 822 | 19 944 | 20 068 |